# Tomicodon leurodiscus
Tomicodon leurodiscus är en fiskart som beskrevs av Williams och Tyler 2003. Tomicodon leurodiscus ingår i släktet Tomicodon och familjen dubbelsugarfiskar. Inga underarter finns listade i Catalogue of Life.